# Níkos Kaloúdis
Níkos Kaloúdis (grec moderne : Νίκος Καλούδης) né en 1899 est joueur de water-polo grec.

## Biographie
Il est engagé en natation aux Jeux olympiques d'été de 1924 pour le relais 4 × 200 mètres nage libre mais l'équipe grecque déclare forfait. Il fait partie de l'équipe grecque pour le tournoi de water-polo de ces mêmes Jeux, mais celle-ci est éliminée 6-1 dès le premier tour par l'équipe tchécoslovaque. Níkos Kaloúdis fait partie de l'équipe de water-polo de l'Olympiakós vainqueur du premier championnat grec de water-polo en 1927.